# Szumleś
Szumleś este o arie protejată (sit de importanță comunitară — SCI) din Polonia întinsă pe o suprafață de 976,47 ha, integral pe uscat.

## Localizare
Centrul sitului Szumleś este situat la coordonatele 54°09′15″N 18°12′59″E / 54.1543°N 18.2163°E.

## Înființare
Situl Szumleś a fost declarat sit de importanță comunitară în octombrie 2009 pentru a proteja 4 specii de animale.

## Biodiversitate
Situată în ecoregiunea continentală, aria protejată conține 6 habitate naturale: Lacuri eutrofice naturale cu vegetație de tip Magnopotamion sau Hydrocharition, Lacuri și iazuri distrofice naturale, Mlaștini turboase de tranziție și turbării mișcătoare, Păduri de fag Luzulo-Fagetum, Păduri de fag Asperulo-Fagetum, Păduri aluvionare cu Alnus glutinosa și Fraxinus excelsior (Alno-Padion, Alnion incanae, Salicion albae).
La baza desemnării sitului se află mai multe specii protejate:
- amfibieni (2): buhai de baltă cu burta roșie (Bombina bombina), triton cu creastă (Triturus cristatus)
- nevertebrate (1): Dytiscus latissimus
- pești (1): Rhynchocypris percnurus